# Mühlenberg Nennhausen
Mühlenberg Nennhausen este o arie protejată (arie specială de conservare — SAC, sit de importanță comunitară — SCI) din Germania întinsă pe o suprafață de 9,67 ha, integral pe uscat.

## Localizare
Centrul sitului Mühlenberg Nennhausen este situat la coordonatele 52°36′30″N 12°30′53″E / 52.6083°N 12.5147°E.

## Înființare
Situl Mühlenberg Nennhausen a fost declarat sit de importanță comunitară în martie 2004 pentru a proteja 1 specie de animale. Situl a fost protejat și ca arie specială de conservare în februarie 2017.

## Biodiversitate
Situată în ecoregiunea continentală, aria protejată conține 1 habitat natural: Pajiști calcaroase din nisipuri xerice.
La baza desemnării sitului se află o specie protejată de  păsări: dropie (Otis tarda).
Pe lângă speciile protejate, pe teritoriul sitului au mai fost identificate 5 specii de plante, 1 specie de mamifere.